# Myodocopa
Sous-classe
Myodocopa est une sous-classe de crustacés ostracodes.

## Liste des ordres
Selon World Register of Marine Species (26 décembre 2018) :
- ordre Halocyprida
- ordre Myodocopida